# Bartlett (Illinois)
Pour les articles homonymes, voir Bartlett.
Bartlett est un village situé dans les comtés de Cook, Kane et DuPage en proche banlieue de Chicago dans l'État de l'Illinois aux États-Unis.